# Луч Бесселя

Диаграмма аксиконической линзы и получаемого луча Бесселя.

Поперечное сечение луча Бесселя и график интенсивности.

Повторное формирования центральной яркой области луча Бесселя за препятствием.

Луч Бесселя (англ. Bessel beam) является полем электромагнитного, акустического или даже гравитационного излучения, амплитуда которого описывается функцией Бесселя первого рода.
Настоящий луч Бесселя не дифрагирует. Это означает, что он распространяется не преломляясь и не рассеиваясь в отличие от, скажем, волны обычного света (или звука), которые рассеиваются после той точки, на которую были сфокусированы. Также луч Бесселя самовосстанавливающийся, то есть луч может быть частично заслонён в одной точке, однако переформируется в точке, следующей далее по оси распространения.
Как и в случае плоской волны, настоящий луч Бесселя не может быть создан, так как он бесконечен и потребует неограниченного количества энергии. Тем не менее, может быть создано достаточно хорошее приближение, что важно для различных применений в оптике, поскольку оно практически не дифрагирует на расчётной конечной дистанции. Приближение к лучу Бесселя создаётся фокусированием луча Гаусса при помощи аксиконической линзы, создающей луч Бесселя-Гаусса.
Свойства луча Бесселя делают его основным инструментом для создания оптического пинцета, так как точно подобранный луч Бесселя будет сохранять необходимые свойства постоянного фокуса, пропорциональные участку захвата и даже частично «запирать» частицы диэлектриков во время удержания. Также возможно притяжения к источнику луча без точки равновесия.